# Desa Panjunan (administrativ by i Indonesien, Jawa Tengah, lat -6,77, long 111,04)
Desa Panjunan är en administrativ by i Indonesien.   Den ligger i provinsen Jawa Tengah, i den västra delen av landet, 500 km öster om huvudstaden Jakarta.